# Čaroděj ze země Oz
Čaroděj ze země Oz (anglicky The Wonderful Wizard of Oz) je pohádkový román amerického spisovatele Lymana Franka Bauma poprvé vydaný v roce 1900.

## Děj
Hlavní hrdinkou je malá Dorotka Galeová, která žije u svého strýčka Henryho a tety Emy v Kansasu. Strýček s tetičkou na Dorotku nemají čas, a tak jejím největším kamarádem je pes Toto. Začne bouřka a tornádo, před kterým se Dorotka nestihne schovat, to ji tím pádem i s jejím pejskem a domem přenese do daleké Východní země, kde žijí modří Mlaskalové, kteří jsou jí vděčni za to, že nevědomky zabila svým domem Zlou čarodějku z Východu. Mlaskalové jí vyprávějí o zemi Oz, které vládly čtyři čarodějky. Na severu a na jihu jsou hodné čarodějky, na východě a západě pak zlé. Nejmocnější je veliký čaroděj Oz, jenž žije uprostřed země Oz ve Smaragdovém městě. Dorotku v zemi přivítá také Hodná čarodějka ze Severu, která dá dívce kouzelný polibek na čelo, který ji ochrání před zlem.
Dorotka si bere stříbrné střevíčky mrtvé Čarodějky z Východu a vydává se po cestě dlážděné žlutými cihlami do Smaragdového města, protože chce, aby jí Čaroděj pomohl vrátit se domů do Kansasu. Cestou potká Dorotka Strašáka stojícího v poli, aby plašil ptáky. Jeho přáním je získat mozek, a proto se s Dorotkou vydává do Smaragdového města. V lese potkají Plecháče (Robota), který se nemůže pohnout, protože má zrezivělé klouby. Připojuje se k nim, protože touží po srdci – věří, že mu ho čaroděj ze země Oz přičaruje. Přidá se k nim ještě Zbabělý lev, který touží po odvaze.
Ve Smaragdovém městě jim Strážce bran nasadí povinné zelené brýle, takže všechno vidí zeleně. Vydávají se k paláci velkého čaroděje Oze a jednotlivě se s ním setkávají. Má mnoho podob a všem prý na jejich přání vyhoví, až zabíjí Zlou čarodějku ze Západu v zemi žlutých Mrkalů.
Na západě na ně čarodějka posílá své sluhy včetně létajících opic, nakonec ale Dorotku i ostatní zajme. Dorotka však čarodějku přelstí, polije ji vodou a čarodějnice se rozpustí. Sebere jí kouzelnou zlatou čepičku, díky níž může přivolat na pomoc okřídlené opice. Opice je odnesou zpátky k Ozovi.
Dorotka s přáteli zjistí, že čaroděj Oz je ve skutečnosti člověk bez jakýchkoliv magických schopností, shodou okolností také z USA, konkrétně z Omahy z Nebrasky. On však přesto dává Strašákovi mozek, Plecháčovi srdce a Lvovi odvahu, protože je už dávno mají, jen o tom nevěděli. Strašák vymyslel bojový plán, měl tedy mozek, Plecháč se bál o Dorotku, měl tedy srdce a Lev odvahu získal tím, že odvážně pomáhal Dorotce v nebezpečí. Té se pokusí splnit její přání pomocí horkovzdušného balónu, Dorotka ale nestihne nastoupit a Oz odletí do Kansasu sám.
Dorotka s přáteli se vydají ke Glindě, Hodné čarodějce z Jihu, která by jí mohla pomoci. Prochází Porcelánovou zemí, Lev přemůže nestvůru. Přes kopec hlídaný Kladivovými hlavami jim opět pomůžou okřídlené opice.
Na Jihu plném červených Čtvermoňanů Glinda, nejmocnější čarodějka ze země Oz, pomůže Dorotce a Totovi vrátit se zpět ke strýčkovi a k tetě do Kansasu. Strašák se stane vládcem Smaragdového města, Plecháč bude vládnout zemi Mrkalů a Lev se vrátí do starého lesa, kde si ho zvířata zvolila za krále.

## Filmové adaptace
- Čaroděj ze země Oz (film, 1939), americký filmový muzikál, oceněn dvěma Oscary (hudba a píseň – Over the Rainbow), režie: Victor Fleming, King Vidor, Richard Thorpe, Mervyn LeRoy, hrají: Judy Garlandová, Frank Morgan, Ray Bolger
- Čaroděj (filmový muzikál, 1978) s Dianou Ross a Michaelem Jacksonem[1]
- Čaroděj ze země Oz (film, 1982), japonsko-americký animovaný film, režie: Fumihiko Takayama, John Danylkiw
- Čaroděj ze země Oz (seriál, 1987), japonsko-kanadský animovaný televizní seriál, režie: Gerald Potterton[2]
- Čarodějky ze země Oz – americký televizní film z roku 2011.
- Mocný vládce Oz (Oz: The Great and Powerful), americký film 2013. Režie: Sam Raimi, hrají: James Franco, Michelle Williamsová, Rachel Weisz, Mila Kunis.
- Emerald City – americký televizní seriál z roku 2016. Režie: Tarsem Singh, hrají: Vincent D'Onofrio, Adria Arjona, Joely Richardson.